# Isaiah Brown
Isaiah „Izzy“ Jay Brown (* 7. Januar 1997 in Peterborough) ist ein englischer Fußballspieler. Der auf verschiedenen Angriffspositionen einsetzbare Brown stand zuletzt beim Zweitligisten Preston North End unter Vertrag.

## Vereinskarriere
Isaiah Brown wurde Anfang des Jahres 1997 in der englischen Großstadt Peterborough geboren, wo er bis zu seinem Wechsel nach London auch lebte und die Schule besuchte. Im Alter von 13 Jahren wechselte er in die Nachwuchsabteilung von West Bromwich Albion und kämpfte sich durch die verschiedenen Akademiemannschaften rascht in die nächsthöheren Altersklassen. Mit 15 Jahren spielte er meist schon von Beginn an für die U-21-Abteilung seines Klubs und wurde dabei bereits in mehr als der Hälfte der Ligaspiele seiner Mannschaft in der Professional Development League eingesetzt. Aufgrund seiner Leistung wurde er am 2. März 2013 für das Spiel gegen den FC Chelsea erstmals von Trainer Steve Clarke in den Profikader der Baggies berufen. Im Falle eines Einsatzes hätte er den seit 2007 bestehenden und von Matthew Briggs aufgestellten Rekord als jüngster eingesetzter Spieler der Premier League um exakt elf Tage übertroffen. Zu einem solchen Einsatz kam es jedoch nicht, so saß er einen Monat später bei der 1:2-Heimniederlage gegen den FC Arsenal erneut einsatzlos auf der Ersatzbank, ehe ihn Clark, abermals einen Monat später, beim Spiel gegen Wigan Athletic erstmals in der Premier League einsetzte. Bei der 2:3-Heimpleite wurde er ab der 86. Spielminute für den kongolesischen Teamspieler Youssuf Mulumbu eingewechselt. Zu diesem Zeitpunkt war Brown gerade 16 Jahre und 117 Tage alt, was ihn zum zweitjüngsten eingesetzten Spieler in der Premier League hinter dem bereits erwähnten Matthew Briggs machte. In diesem Jahr wurde er auch zum WBA Academy Player of the Year gewählt.
Im Laufe der Zeit umwarben immer größere Klubs das junge Offensivtalent, das sowohl im Sturm als auch im Mittelfeld, dabei vor allem als klassische Nummer 10, eingesetzt werden kann. Neben den Scouts des FC Arsenal hatten auch die des Lokalrivalen Chelsea ein Auge auf den jungen Spieler geworfen. Nachdem anfangs medial berichtet wurde, dass ein Wechsel zum FC Chelsea abgelehnt wurde, kam ein solcher bald darauf doch zustande. Da ein Angebot von 350.000 £ als zu niedrig angesehen wurde, und deswegen die ersten Gesprächsverhandlungen scheiterten, wurde das Angebot seitens des FC Chelsea erhöht. Der Wechsel wurde schließlich durch ein Sportgericht entschieden. Ende November forderten die Baggies schließlich 1,2 Millionen Pfund für Isaiah Brown, der bei Chelsea erst zu seinem Geburtstag im Januar 2014 berechtigt wäre, einen Profivertrag zu unterschreiben. Bereits kurz nach seinem Wechsel zu den Blues zeigte Isaiah Brown von seiner Offensivqualität, als er in den ersten drei Partien für die U-21-Mannschaft gleich vier Treffer erzielte. Zudem gelang ihm am 16. Dezember 2013 beim 5:0-Auswärtserfolg über die U-21 der Bolton Wanderers ein Hattrick. 
Im Februar 2015 rückte Brown in den Profikader auf, in dem er die Rückennummer 37 erhielt. Am 37. Spieltag kam er bei der 0:3-Niederlage bei West Bromwich Albion erstmals für den FC Chelsea in der Premier League zum Einsatz, als er in der 79. Spielminute für Loïc Rémy eingewechselt wurde. 
Zur Saison 2015/16 wechselte Brown für ein Jahr auf Leihbasis in die niederländische Eredivisie zu Vitesse Arnheim. In der folgenden Saison wurde er wiederum verliehen, zunächst für die Hinrunde an Zweitligist Rotherham United und in der Rückrunde an dessen Ligakonkurrenten Huddersfield Town. Nach den weiteren Leihstationen Brighton & Hove Albion, Leeds United, Luton Town und Sheffield Wednesday heuerte er im Juli 2021 ablösefrei beim Zweitligisten Preston North End an. Neben der Vertragslaufzeit von einem Jahr wurde eine Option auf ein weiteres Jahr vereinbart.

## Nationalmannschaftskarriere
Ab 2012 trat Isaiah Brown erstmals für die U-16-Nationalmannschaft seines Heimatlandes an und absolvierte dabei bis Februar 2013 insgesamt zwei Länderspiele für England. Bei seinem letzten U-16-Länderspiel, einer knappen 3:4-Niederlage gegen die Alterskollegen aus Deutschland, erzielte er als Mittelstürmer seinen einzigen Treffer für das Team. Ebenfalls ab 2012 wurde er in der U-17-Nationalelf Englands eingesetzt. Mit der U17 nahm er am FA International Tournament teil und absolvierte Spiele in der Qualifikation zur U-17-EM 2014.